# Stilton (Royaume-Uni)
Pour les articles homonymes, voir Stilton.
Stilton est un village du comté de Cambridgeshire en Angleterre, dans le comté traditionnel de Huntingdonshire. Stilton se trouve au sud de la ville de Peterborough. Le village se situe sur l'ancienne Grande Route du Nord, à 130 kilomètres de Londres. C'était un important arrêt pour les diligences avant que ne se développent les transports motorisés. Le village se situe juste au sud de Norman Cross. En 1998, le village a été contourné par la nouvelle Route A1 (Royaume-Uni), avec un accès limité vers l'intersection de la A15 à Norman Cross.
Le village tire son nom du fameux stilton, un fromage obtenu par le propriétaire à Quenby Hall, près de Melton Mowbray, qui était vendu via son beau-frère aux voyageurs dans une des relais de poste de Stilton, nommé The Bell (la cloche). Le fromage était (et est toujours) produit dans le Derbyshire, le Leicestershire et le Nottinghamshire. La fabrication de Stilton est limitée par la législation à ces trois comtés et ce fromage ne peut être produit autre part, de même que dans la ville de Stilton.

## Jumelage
- Saint-Christol-lez-Alès (France)